# Паисий Берски
Паисий (на гръцки: Παϊσιος, Паисиос) е православен духовник, митрополит на Вселенската патриаршия.

## Биография
Паисий е избран за берски митрополит на 6 декември 1605 година, като документите за избора му са запазени. Управлението му в Бер продължава след 1607 година, но преди 1610 година.